# 丹尼爾·普蒂爾
丹尼爾·普蒂爾（1985年9月27日—）是一位捷克足球運動員。在場上的位置是左後衛。他現在效力於英格蘭足球冠軍聯賽球隊谢周三。他也代表捷克國家足球隊參賽。